# Acritus inquilinus
Acritus inquilinus är en skalbaggsart som beskrevs av Lea 1925. Acritus inquilinus ingår i släktet Acritus och familjen stumpbaggar. Inga underarter finns listade i Catalogue of Life.